# Assumpta Gonzàlez i Cubertorer
Assumpta González i Cubertorer (Borriana, Plana Baixa, 14 de febrer de 1917 - Barcelona, 14 de desembre de 2003) va ser una escriptora valenciana en català que cultivà principalment el gènere dramàtic.

## Biografia
Tot i que nasqué a Borriana (Castelló de la Plana), molt aviat es traslladà a viure a Barcelona, al barri de Sants, on va créixer. El 1924, amb set anys, començà a participar en grups de teatre en català i el 1930 a publicar les primeres poesies a la revista Sants. El 1950 va entrar a formar part de la direcció de l'Escola d'Art Dramàtic de l'Orfeó de Sants (adreçada a infants de 4 a 18 anys), tasca que va quedar sota les seues úniques mans després de deu anys. El 1960 creà l'Escola Rosa d'Or de teatre i en fou la directora. També dirigí el Centre Catòlic de Sants.
Pel que fa a la seua dedicació literària, conreà bàsicament el gènere dramàtic, tot i que també publicà alguns poemaris. Des del 1951 l'editorial Millà publicà les seues obres teatrals, que han estat representades per diversos indrets dels Països Catalans, sobretot per companyies d'aficionats.
Va fer estudis de comerç i va desenvolupar tasques administratives.

## Reconeixements
L'any 1960 la Institució de les Lletres Catalanes la situà entre les 60 millors escriptores en llengua catalana, i el 1993 el poble de Borriana va retre-li un homenatge i posà el seu nom a un carrer de la ciutat.

## Obra literària
Publicà i estrenà, entre d'altres, les obres teatrals 
- De més verdes en maduren (1970)
- Arribaré a les set... mort! (1972)
- El crit del cel (1973)
- Adrià, un torero català (1973)
- El passadís de la mort (1978)
- Tots en tenim una (1983)
- Nina i els altres (1986)
- El venedor de coca (1989)
- Enigma d'una mort (1991)
- En Narcís s'ha tornat boig! (1996)[3]

I els reculls poètics 
- Engrunes del cor (1973)
- Records que parlen (1984).